# 成東城

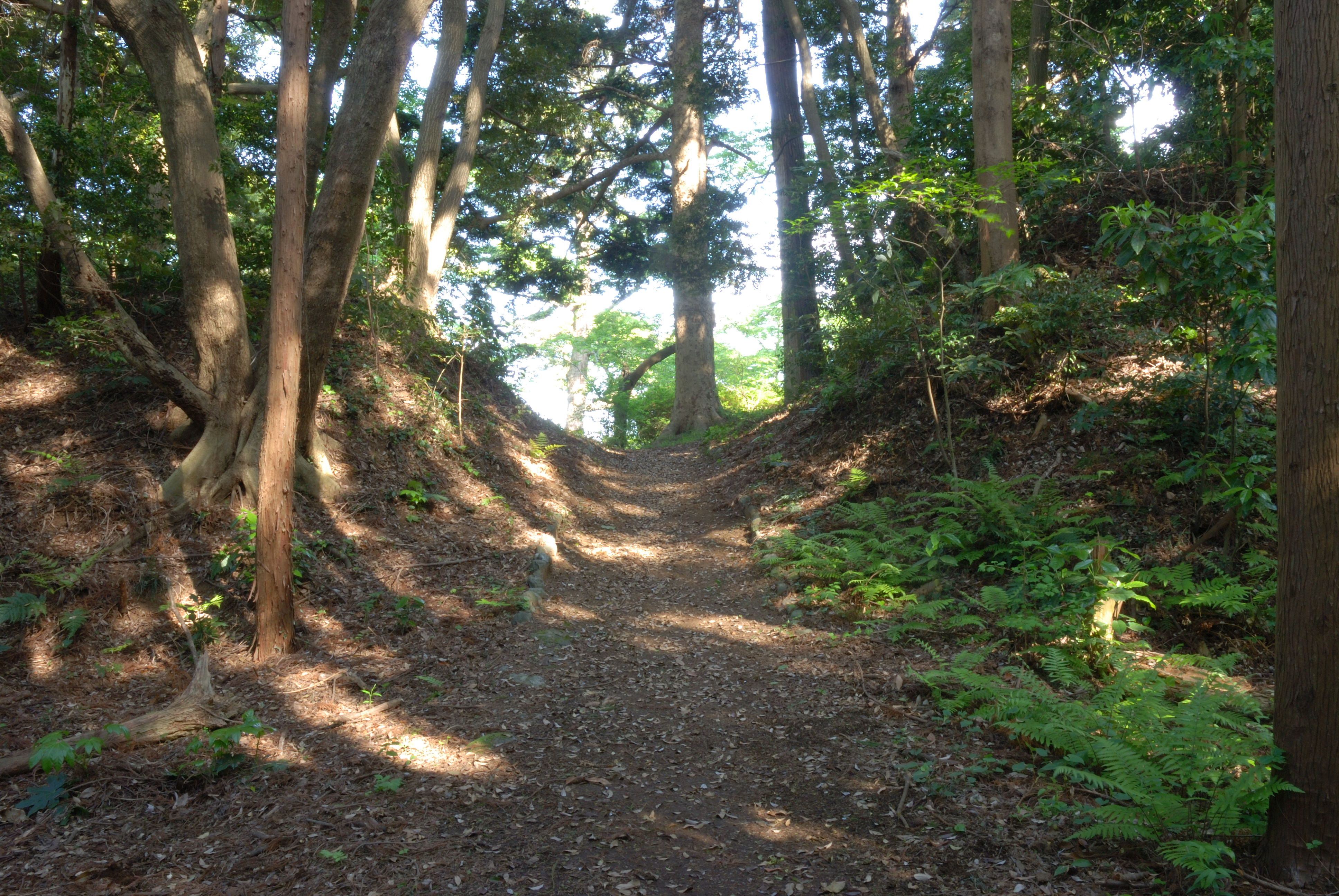
主郭虎口

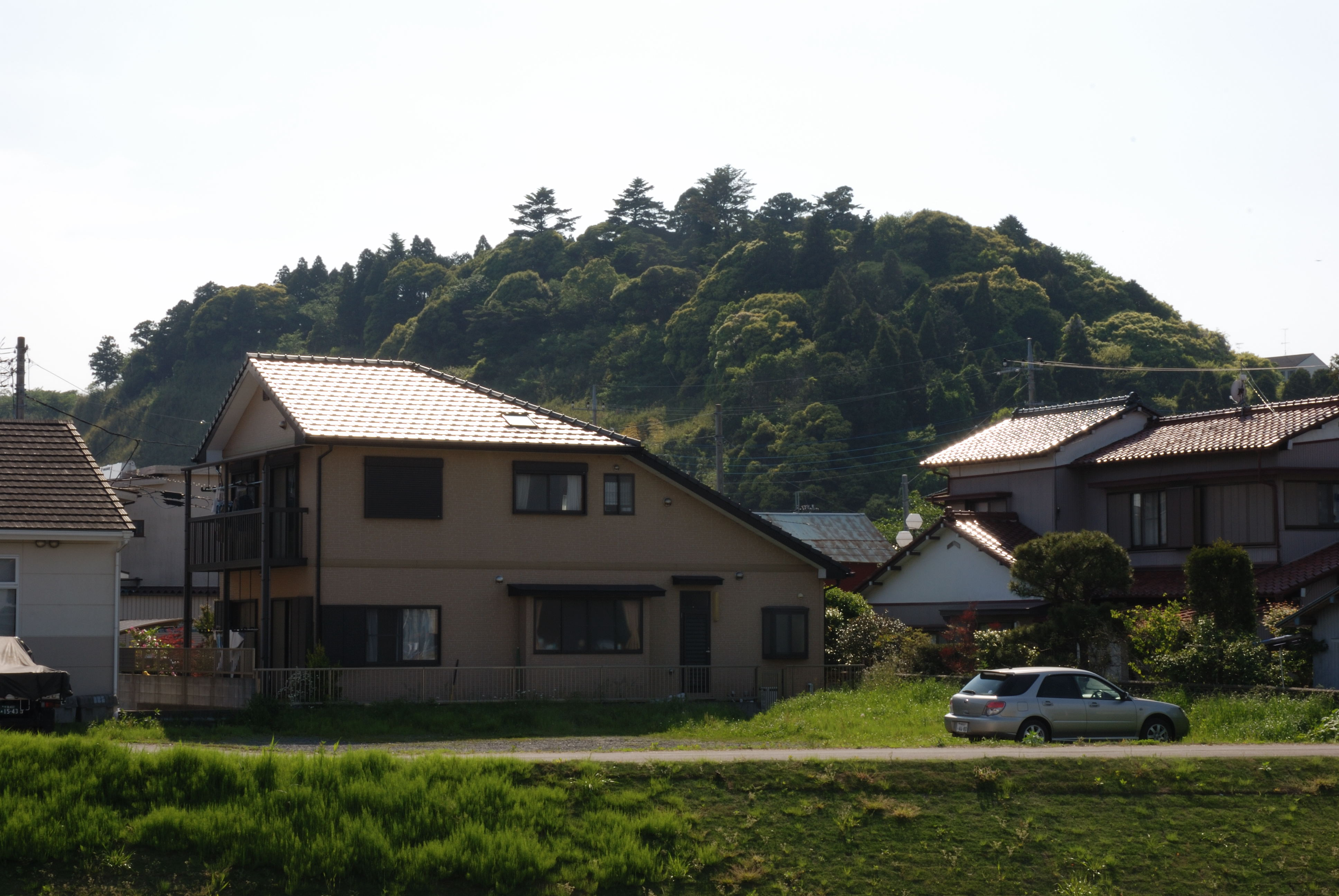
遠景

成東城（なるとうじょう）は、千葉県山武市成東にあった日本の城。

## 概要
当地に勢力を張った千葉氏の家臣印東四郎師常（南郷師常）により、応永年間（1394年-1427年）に築城されたと伝わる。
その後成東城は一時廃止されたが、1530年（享禄3年）、千葉勝胤により再興され、その子胤定が入り、成東八郎を称したと伝わる。
1590年（天正18年）、小田原征伐の際に成東城も落城し、同戦役後二万石を以って成東に封じられた石川康通、青山忠成等が入城した。
1620年（元和6年）青山氏が岩槻城に移封され、成東城も廃城となった。

## 構造
作田川右岸の独立丘陵上に占地し、空堀および土塁により大きく五つに区画されていた。
主郭は愛宕神社が祭られる丘陵東端の郭と考えられ、台地に繋がる二方に土塁、堀が巡り、北西および南西に虎口が開く。主郭北西には二郭が設けられ、西側に土塁が設けられている。この二郭の土塁は南に伸び、主郭西方では主郭の土塁と合せ二重土塁を構成している。二郭の西方には空堀を経て三郭が置かれ、北西面に土塁が設けられ、西端は櫓台状に広くなっている。二郭および三郭の周りには、台地方面に空堀が巡る。また、三郭西方では主郭西方と同様堀が二重となっており、その内外側の空堀は北に伸び、台地を遮断していた。
以上の三郭が主郭部であるが、台地北東端には複数の腰郭が設けられ、本行寺付近から主郭に至る城道を守る構造となっている。また、台地西端には横堀が巡り、台地全体に城域は拡がっていたものと考えられている。

## 遺構
外郭部は宅地として開発され、三郭および二郭外側の堀を含む外郭部の遺構は失われたが、主郭、二郭、三郭、および腰郭が良く残る。また、台地西端に設けられていた横堀の一部が残る。